# Eider à tête grise
Somateria spectabilis
Espèce
Statut de conservation UICN

 LC  : Préoccupation mineure
L'Eider à tête grise (Somateria spectabilis), aussi nommé eider royal ou eider remarquable est une espèce de palmipèdes appartenant à la famille des Anatidae.

## Description
S'il est légèrement plus petit que l'Eider à duvet, l'Eider à tête grise ou royal surpasse son cousin en termes de plumage durant la période nuptial. Avec sa grande tête anguleuse teintée de bleu ciel, les joues teintés de vert et une plaque frontale rouge-orangé surmontant le bec rouge le mâle est un magnifique canard marin. Le reste du corps est noir contrasté de blanc au niveau du cou et vers le croupion ainsi que du beige sur la poitrine. En revanche, la femelle à un plumage uniformément marbrée et mouchetée de brun comme sa cousine.
Cet oiseau mesure environ 63 cm de longueur pour une envergure de 94 cm et un poids de 1 500 à 2 010 g.

## Comportement

### Alimentation
Il se nourrit principalement de mollusques, de crustacés, de larves d'insectes, d'échinodermes. Il mange aussi des graines et des algues.

### Reproduction

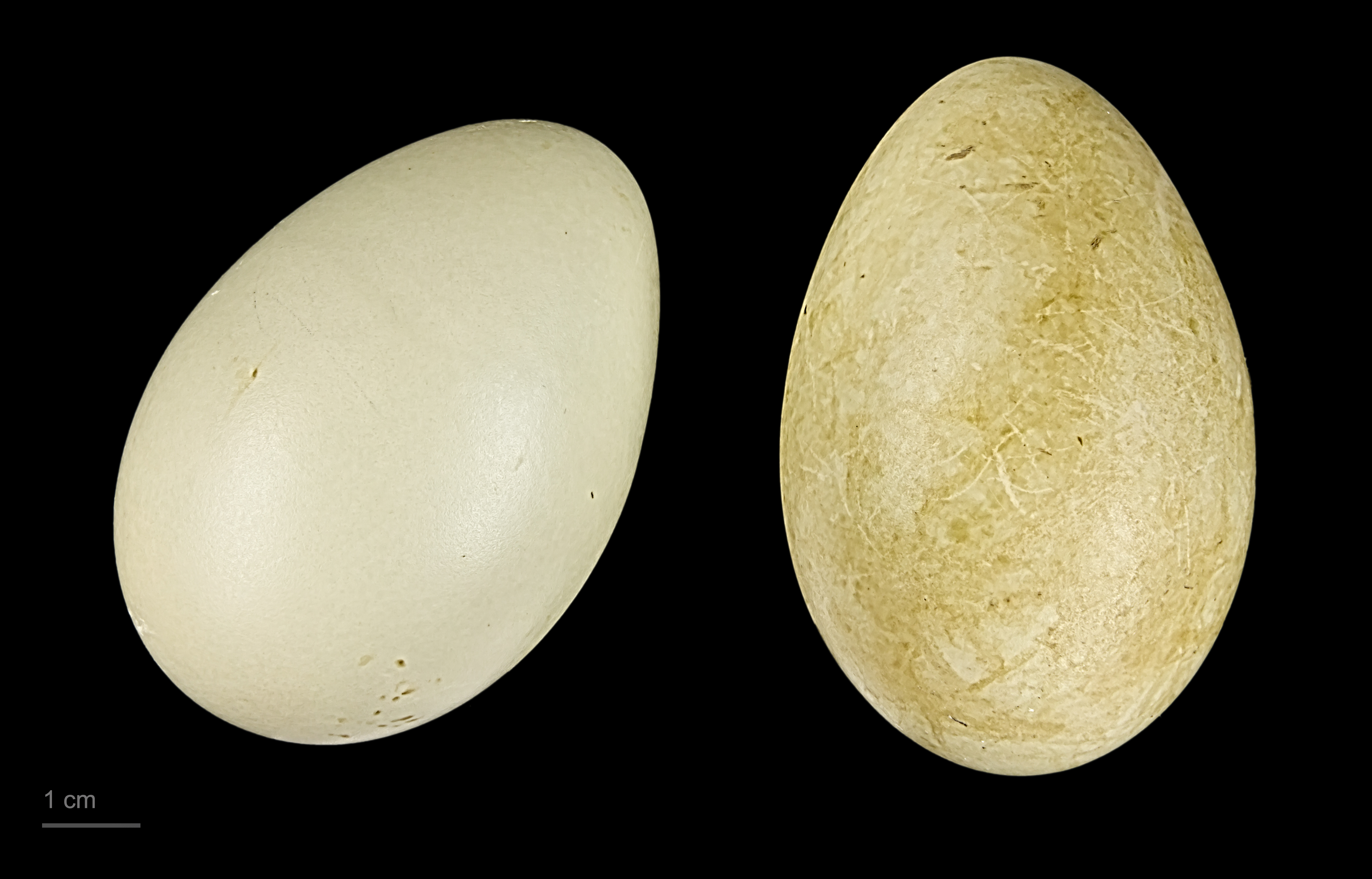
Somateria spectabilis - MHNT

Ils nichent à l'intérieur des terres sur les rives des lacs ou les berges des rivières, on peut occasionnellement les trouver dans la toundra, à des distances assez considérables de points d'eau. Le nid est placé au sol, parfois partiellement dissimulés par des rochers ou dans la végétation et garnis de duvet sombre. 

Une fois que les trois à six œufs sont pondus, les mâles s'en vont et les femelles incubent leurs œufs pendant 22 à 24 jours et s'occupent de l'éducation des jeunes. Ils retournent ensuite vers l'océan où ils s'installent en larges bandes.

Carte de répartition
Aire de nidification
Aire d'hivernage

## Répartition
L'Eider royal est un canard polaire et, même en hiver, la grande majorité de la population mondiale demeure sous de hautes latitudes. Mais chaque année, un petit nombre d'individus est observé au large des côtes plus méridionales, parmi des volées d'eiders à duvet. La plupart de ces oiseaux erratiques est signalée en hiver et, heureusement pour les ornithologues amateurs qui se disputent les places, ils semblent assez bien intégrés à une bande particulière d'eiders à duvet pendant leur séjour jusqu'à ce que celle-ci se disperse en mars pour la reproduction. Occasionnellement, des eiders royaux reviennent plusieurs hivers de suite sur le même site.

## Source
- del Hoyo J., Elliott A. & Sargatal J. (1992) Handbook of the Birds of the World, Volume 1, Ostrich to Ducks. ICBP, Lynx Edicions, Barcelona, 696 p.